# Velká cena Španělska silničních motocyklů

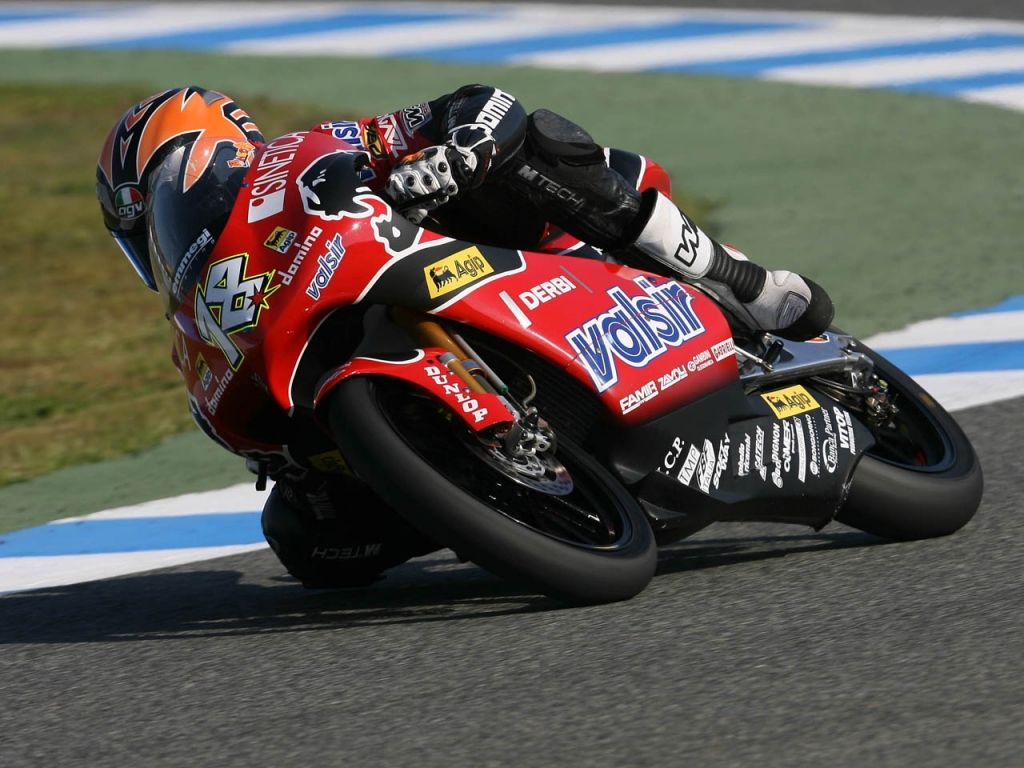
Nicolás Terol výherce Grand Prix Španělska

Grand Prix Španělska silničních motocyklů je motocyklový závod, který je součástí Prix silničních motocyklů závodní sezóny.
Ve Španělsku se konají další tři motocyklové závody: Velká cena Katalánska, Velká cena Aragonu, Velká cena Valencie v autonomních společenstvích z Katalánska, Aragonu a Valencie.

## Vítězové Grand Prix silničních motocyklů - Španělsko
| Rok  | Trať  | Moto 3             | Moto2                 | MotoGP             | Report |
| ---- | ----- | ------------------ | --------------------- | ------------------ | ------ |
| 2025 | Jerez | Jose Antonio Rueda | Manuel González       | Álex Márquez       | Report |
| 2024 | Jerez | Collin Veijer      | Fermín Aldeguer       | Francesco Bagnaia  | Report |
| 2023 | Jerez | Iván Ortolá        | Sam Lowes             | Francesco Bagnaia  | Report |
| 2022 | Jerez | Izan Guevara       | Ai Ogura              | Francesco Bagnaia  | Report |
| 2021 | Jerez | Izan Guevara       | Fabio Di Giannantonio | Jack Miller        | Report |
| 2020 | Jerez | Albert Arenas      | Luca Marini           | Fabio Quartararo   | Report |
| 2019 | Jerez | Niccolò Antonelli  | Lorenzo Baldassarri   | Marc Márquez       | Report |
| 2018 | Jerez | Philipp Öttl       | Lorenzo Baldassarri   | Marc Márquez       | Report |
| 2017 | Jerez | Aron Canet         | Álex Márquez          | Dani Pedrosa       | Report |
| 2016 | Jerez | Brad Binder        | Sam Lowes             | Valentino Rossi    | Report |
| 2015 | Jerez | Danny Kent         | Jonas Folger          | Jorge Lorenzo      | Report |
| 2014 | Jerez | Romano Fenati      | Mika Kallio           | Marc Márquez       | Report |
| 2013 | Jerez | Maverick Viñales   | Esteve Rabat          | Dani Pedrosa       | Report |
| 2012 | Jerez | Romano Fenati      | Pol Espargaró         | Casey Stoner       | Report |
| Rok  | Trať  | 125 cc             | Moto2                 | MotoGP             | Report |
| 2011 | Jerez | Nicolás Terol      | Andrea Iannone        | Jorge Lorenzo      | Report |
| 2010 | Jerez | Pol Espargaró      | Toni Elias            | Jorge Lorenzo      | Report |
| Rok  | Trať  | 125 cc             | 250 cc                | MotoGP             | Report |
| 2009 | Jerez | Bradley Smith      | Hiroši Aojama         | Valentino Rossi    | Report |
| 2008 | Jerez | Simone Corsi       | Mika Kallio           | Dani Pedrosa       | Report |
| 2007 | Jerez | Gábor Talmácsi     | Jorge Lorenzo         | Valentino Rossi    | Report |
| 2006 | Jerez | Alvaro Bautista    | Jorge Lorenzo         | Loris Capirossi    | Report |
| 2005 | Jerez | Marco Simoncelli   | Dani Pedrosa          | Valentino Rossi    | Report |
| 2004 | Jerez | Marco Simoncelli   | Roberto Rolfo         | Sete Gibernau      | Report |
| 2003 | Jerez | Lucio Cecchinello  | Toni Elías            | Valentino Rossi    | Report |
| 2002 | Jerez | Lucio Cecchinello  | Fonsi Nieto           | Valentino Rossi    | Report |
| 2001 | Jerez | Masao Azuma        | Daidžiro Kato         | Valentino Rossi    | Report |
| 2000 | Jerez | Emilio Alzamora    | Ralf Waldmann         | Kenny Roberts, Jr. | Report |
| 1999 | Jerez | Masao Azuma        | Valentino Rossi       | Àlex Crivillé      | Report |
| 1998 | Jerez | Kazuto Sakata      | Loris Capirossi       | Àlex Crivillé      | Report |
| 1997 | Jerez | Valentino Rossi    | Ralf Waldmann         | Àlex Crivillé      | Report |
| 1996 | Jerez | Haručika Aoki      | Max Biaggi            | Michael Doohan     | Report |
| 1995 | Jerez | Haručika Aoki      | Tecuja Harada         | Alberto Puig       | Report |
| 1994 | Jerez | Kazuto Sakata      | Jean-Philippe Ruggia  | Michael Doohan     | Report |
| 1993 | Jerez | Kazuto Sakata      | Tecuja Harada         | Kevin Schwantz     | Report |
| 1992 | Jerez | Ralf Waldmann      | Loris Reggiani        | Michael Doohan     | Report |
| 1991 | Jerez | Noboru Ueda        | Helmut Bradl          | Michael Doohan     | Report |
| 1990 | Jerez | Jorge Martínez     | John Kocinski         | Wayne Gardner      | Report |

| Rok  | Trať   | 80cc               | 125cc              | 250cc          | 500cc           | Report |
| ---- | ------ | ------------------ | ------------------ | -------------- | --------------- | ------ |
| 1989 | Jerez  | Herri Torrontegui  | Àlex Crivillé      | Luca Cadalora  | Eddie Lawson    | Report |
| 1988 | Jarama | Stefan Dörflinger  | Jorge Martínez     | Sito Pons      | Kevin Magee     | Report |
| 1987 | Jerez  | Jorge Martínez     | Fausto Gresini     | Martin Wimmer  | Wayne Gardner   | Report |
| 1986 | Jarama | Jorge Martínez     | Fausto Gresini     | Carlos Lavado  | Wayne Gardner   | Report |
| 1985 | Jarama | Jorge Martínez     | Pier Paolo Bianchi | Carlos Lavado  | Freddie Spencer | Report |
| 1984 | Jarama | Pier Paolo Bianchi | Angel Nieto        | Sito Pons      | Eddie Lawson    | Report |
| 1983 | Jarama | Eugenio Lazzarini  | Angel Nieto        | Hervé Guilleux | Freddie Spencer | Report |
| 1982 | Jarama | Stefan Dörflinger  | Angel Nieto        | Carlos Lavado  | Kenny Roberts   | Report |
| 1981 | Jarama | Ricardo Tormo      | Angel Nieto        | Anton Mang     |                 | Report |

| Rok  | Trať      | 50cc                 | 125cc              | 250cc             | 350cc             | 500cc             | Report |
| ---- | --------- | -------------------- | ------------------ | ----------------- | ----------------- | ----------------- | ------ |
| 1980 | Jarama    | Eugenio Lazzarini    | Pier Paolo Bianchi | Kork Ballington   |                   | Kenny Roberts     | Report |
| 1979 | Jarama    | Eugenio Lazzarini    | Angel Nieto        | Kork Ballington   | Kork Ballington   | Kenny Roberts     | Report |
| 1978 | Jarama    | Eugenio Lazzarini    | Eugenio Lazzarini  | Gregg Hansford    |                   | Pat Hennen        | Report |
| 1977 | Jarama    | Angel Nieto          | Pier Paolo Bianchi | Takazumi Katajama | Michel Rougerie   |                   | Report |
| 1976 | Montjuich | Angel Nieto          | Pier Paolo Bianchi | Gianfranco Bonera | Kork Ballington   |                   | Report |
| 1975 | Jarama    | Angel Nieto          | Paolo Pileri       | Walter Villa      | Giacomo Agostini  |                   | Report |
| 1974 | Montjuich | Henk van Kessel      | Benjamin Grau      | John Dodds        | Víctor Palomo     |                   | Report |
| 1973 | Jarama    | Jan de Vries         | Chas Mortimer      | John Dodds        | Adu Celso-Santos  | Phil Read         | Report |
| 1972 | Montjuich | Angel Nieto          | Kent Andersson     | Renzo Pasolini    | Bruno Kneubühler  | Chas Mortimer     | Report |
| 1971 | Jarama    | Jan de Vries         | Angel Nieto        | Jarno Saarinen    | Teuvo Länsivuori  | Dave Simmonds     | Report |
| 1970 | Montjuich | Salvador Cañellas    | Angel Nieto        | Kent Andersson    | Angelo Bergamonti | Angelo Bergamonti | Report |
| 1969 | Jarama    | Aalt Toersen         | Cees van Dongen    | Santiago Herrero  | Giacomo Agostini  | Giacomo Agostini  | Report |
| 1968 | Montjuich | Hans-Georg Anscheidt | Salvador Cañellas  | Phil Read         |                   | Giacomo Agostini  | Report |
| 1967 | Montjuich | Hans-Georg Anscheidt | Bill Ivy           | Phil Read         |                   |                   | Report |
| 1966 | Montjuich | Luigi Taveri         | Bill Ivy           | Mike Hailwood     |                   |                   | Report |
| 1965 | Montjuich | Hugh Anderson        | Hugh Anderson      | Phil Read         |                   |                   | Report |
| 1964 | Montjuich | Hans-Georg Anscheidt | Luigi Taveri       | Tarquinio Provini |                   |                   | Report |
| 1963 | Montjuich | Hans-Georg Anscheidt | Luigi Taveri       | Tarquinio Provini |                   |                   | Report |
| 1962 | Montjuich | Hans-Georg Anscheidt | Kunimicu Takahaši  | Jim Redman        |                   |                   | Report |
| 1961 | Montjuich |                      | Tom Phillis        | Gary Hocking      |                   |                   | Report |
| 1955 | Montjuich |                      | Luigi Taveri       |                   |                   | Reg Armstrong     | Report |
| 1954 | Montjuich |                      | Tarquinio Provini  |                   | Fergus Anderson   | Dickie Dale       | Report |
| 1953 | Montjuich |                      | Angelo Copeta      | Enrico Lorenzetti |                   | Fergus Anderson   | Report |
| 1952 | Montjuich |                      | Emilio Mendogni    |                   |                   | Leslie Graham     | Report |
| 1951 | Montjuich |                      | Guido Leoni        |                   | Tommy Wood        | Umberto Masetti   | Report |
| 1950 | Montjuich |                      | Nello Pagani       |                   | Tommy Wood        | Nello Pagani      | Report |